# Magerøya
Die Insel Magerøya (norweg. für „karge Insel“) ist eine norwegische Insel im Nordatlantik, etwa zwei Kilometer vom Festland entfernt. Sie bildet den Hauptteil der Kommune Nordkapp in der Provinz Finnmark. Hauptort der Insel ist das an der Südküste gelegene Honningsvåg mit einer Bevölkerung von 2367 (2009). Die wichtigste Touristenattraktion ist das im Norden der Insel liegende Nordkap. Weitere Orte auf der Insel sind:
- Kamøyvær (70 Einwohner)
- Skarsvåg (60 Einwohner)
- Nordvågen (415 Einwohner)
- Gjesvær (130 Einwohner)

Daneben gibt es noch einige Einzelhöfe. Die Insel hat insgesamt rund 3100 Einwohner. 2004 waren es noch rund 4000, und 1960 rund 5300.
Überquert man die Insel Magerøya vom Hauptort aus in Richtung Nordkap, liegt links auf etwa halber Strecke zum Nordkap die höchste Erhebung der Insel, das 417 Meter hohe Gråkollfjellet. Die drei Haupterwerbszweige der Insel sind die Fischfangindustrie, der Tourismus und diverse Dienstleistungsbetriebe.

## Geschichte
Im 16. Jahrhundert befanden sich auf der Insel neun Fischerdörfer und insgesamt sechs Kirchen. Die Bewohner lebten damals vom Fischfang und dem Transport und Verkauf von Trockenfisch nach Bergen. Im 17. Jahrhundert gingen die Fischpreise zurück. Auch die Bevölkerungszahl sank deutlich. Ende des 17. Jahrhunderts bestand die Idee auf Magerøya eine Stadt zu bauen, um der negativen Wirtschaftsentwicklung entgegenzuwirken. Der Vorschlag wurde jedoch nicht umgesetzt. Im 19. Jahrhundert erlebte die Fischerei eine neue Blüte. Die Bevölkerungszahl stieg durch Zuwanderung an, wobei sich eine Konzentration auf die etwas größeren Orte ergab. Ab 1853 wurden Orte auf der Insel auch von Dampfschiffen angelaufen. Ende des 19./Anfang des 20. Jahrhunderts wurden mehrere Straßenbauprojekte auf Magerøya umgesetzt. 1908 wurde das Leuchtfeuer Helnes fyr erbaut. Auch Telegrafie und Telefon wurden eingeführt.
1929 wurde die gesamte Insel unter Naturschutz gestellt. In den kurzen Polarsommern sprießen auf Magerøya etwa 400 verschiedene Pflanzen, wie Blütenpflanzen, Flechten, Moose und Gräser. Eine dieser Pflanzen, die Rentierflechte, bildet die Hauptnahrung der Rentiere, die während der kurzen Sommerperiode auf der Insel weiden. Es handelt sich um Rentiere der Samen aus der Stadt Karasjok, nahe der norwegisch-finnischen Grenze. Heute werden die Rentiere im Frühjahr mit Lastwagen und Landungsbooten der norwegischen Marine zur Insel transportiert. Im Herbst sind die Tiere dann so weit zu Kräften gekommen, dass sie die ca. 1,8 km lange Strecke zum Festland schwimmend zurücklegen können.
Während des Zweiten Weltkriegs wurde die Insel von deutschen Truppen besetzt. In Honningsvåg entstand ein deutscher Stützpunkt. Auch an anderen Stellen der Insel wurden Batterien und Küstenartillerie stationiert. So wurde im Bereich des heutigen Flughafens Valan eine Strandverteidigung mit Stellen zur Nahkampfverteidigung und Minen installiert. Honningsvåg war mehrfach Ziel britischer und sowjetischer Luftangriffe. Während des Rückzugs der deutschen Truppen wurde im Rahmen der Unternehmen Nordlicht fast die komplette Bebauung der Insel durch die deutsche Besatzung zerstört und die Bevölkerung in südliche Teile Norwegens zwangsumgesiedelt.
Die Insel ist seit 1999 über den Nordkaptunnel mit dem Festland verbunden. Der Tunnel ist 6870 Meter lang und unterquert mit einer maximalen Tiefe von 212 Metern den Magerøysund. Er zählt zu den tiefsten und steilsten Tunnels – die Röhre weist stellenweise Steigungen von 9 % auf. Seit dem 30. Juni 2012 ist der Tunnel für alle Fahrzeuge mautfrei.